# Anogmus strobilorum
Anogmus strobilorum är en stekelart som först beskrevs av Thomson 1878.  Anogmus strobilorum ingår i släktet Anogmus och familjen puppglanssteklar. Arten är reproducerande i Sverige. Inga underarter finns listade i Catalogue of Life.